# Sukhoi Su-80
O Sukhoi Su-80 é um avião bimotor turboélice de transporte fabricado pela russa Sukhoi.
O programa do Su-80 começou na década de 1990, mas foi atrasado devido a falta de recursos, até o primeiro protótipo ficar pronto em 2001, a produção em massa começou em 2006, a aeronave foi produzida para substituir os Antonov An-24/26, An-28 e o Yakovlev Yak-40 e para competir com o An-38 no segmento de transporte civil e militar.